# 马加比厄运动会

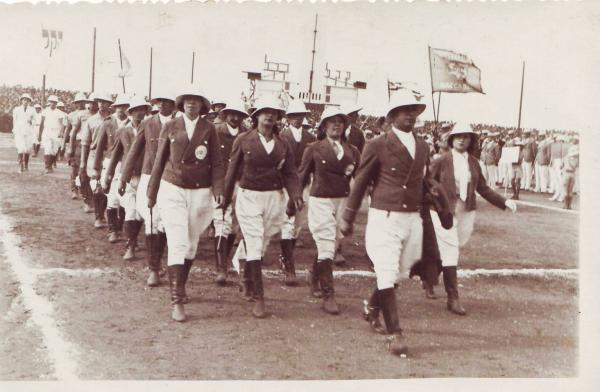
马加比厄运动会，1935年

马加比厄运动会（希伯来语：מַכַּבִּיָּה）是一个由马卡比联合会（Maccabi Federation）赞助的每隔四年在以色列举办的，类似于奥运会的国际性犹太人运动会。马加比厄运动会得到了国际奥委会和世界各个体育联合会的认可。它是世界上第三大体育盛事。
第三届马加比厄运动会，原定于1938年，由于在欧洲的纳粹主义的兴起和第二次世界大战爆发，被推迟到1950年。马加比厄运动会自1957年起每隔四年举办一次。
虽然马加比厄运动会是一个犹太人运动会，不过以色列的阿拉伯人也會参加。